# てれびくん

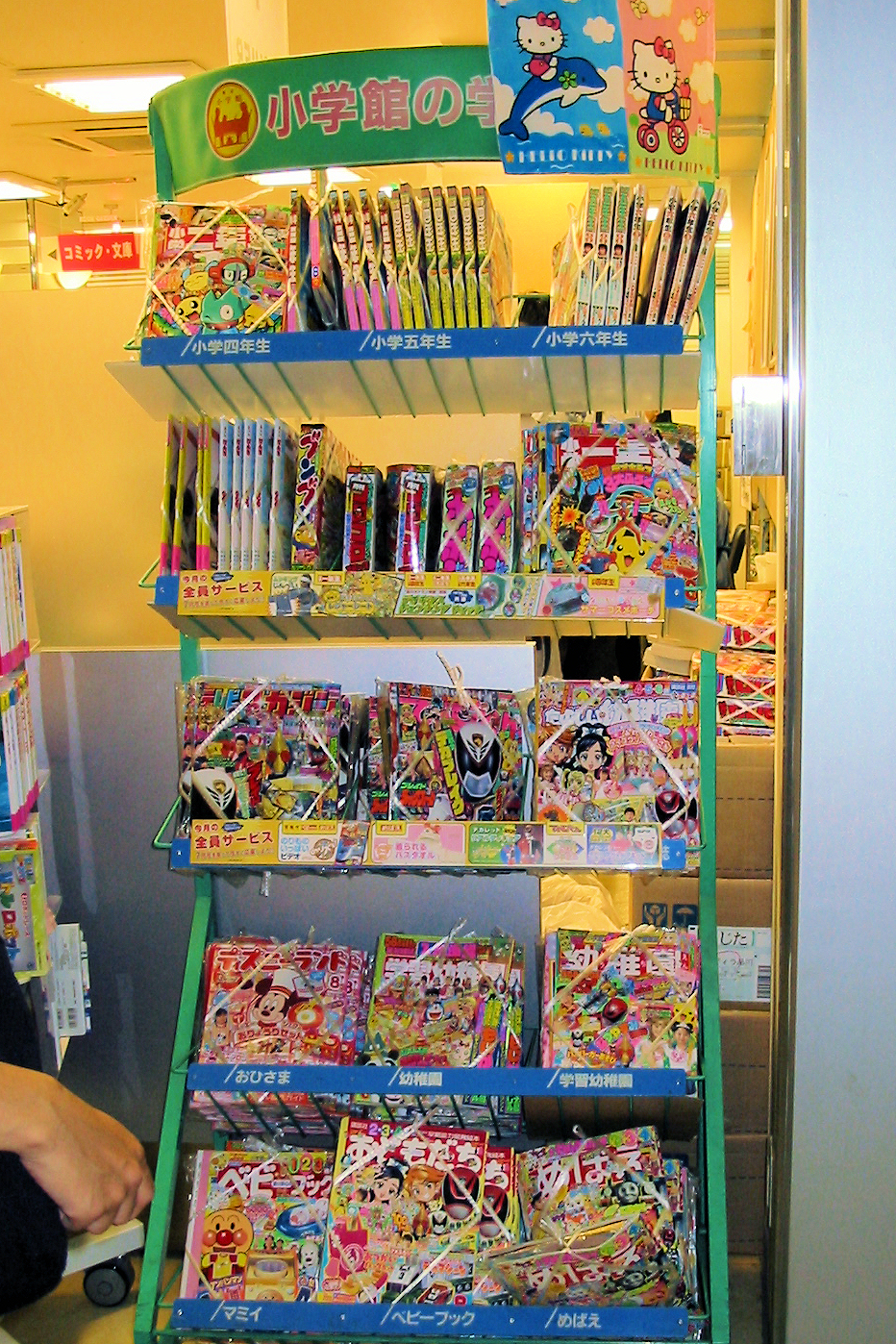
『てれびくん』が並ぶ売場（上から3段目（下から3段目）の中央。2004年撮影）

てれびくんは、小学館より発行されている雑誌。講談社のテレビマガジン（テレマガ）と同じく未就学児童の男子を主な読者層としている。

## 概要
『小学館BOOK』の流れを汲む形で1976年5月に創刊。創刊当時から2001年3月号までは教育評論家の阿部進が監修を行っていた。特撮、アニメ、ホビー（玩具など）の特集、漫画、厚紙を組み立てる付録で構成される。創刊当初は『週刊少年サンデー』、小学館の学習雑誌で掲載されていた作品および、講談社が掲載権を獲得していなかった作品を主に連載。かつては、徳間書店の『テレビランド』や秋田書店の『冒険王』も存在しており、ライバルとしてしのぎを削っていた。なお、創刊間もないころの『てれびくん』の広告では、同じ出版社から出されている『コロコロコミック』を名指しでライバル視した表現がされていた。2025年 現在、児童向けテレビ情報誌は、『テレマガ』と本誌のみである。
創刊時のキャッチコピーは「小学館のテレビ教育雑誌」。1977年の中頃から1979年の初めごろまで「小学館のテレビ雑誌」、その後「テレビ雑誌日本一」1980年4月号から「日本一のテレビ雑誌」となり、実に25年間も続いた。2006年から2017年までは「日本一のヒーロー雑誌!!」、2018年から2023年までは「日本一売れているヒーロー雑誌!!」、2024年からは「日本一アツい!超ヒーロー雑誌!!」となっている。誌名ロゴは創刊から現在まで変わっていない。
2021年、新型コロナウイルス感染拡大による緊急事態宣言の影響により、創刊以来初となる合併号の6・7月号が刊行された。以降しばらくは不定期で合併号の刊行があったものの、原則として月刊での刊行が維持されたが、2024年2・3月号以降は合併号が主流となり、2024年6・7・8月号にて年6回発行となることがアナウンスされた。競合誌の『テレビマガジン』は、2021年8・9月号以降は隔月刊誌となり、2023年度から季刊誌に移行している。

## 特徴

### 記事
- スーパー戦隊シリーズ、タイムボカンシリーズ、東映本社制作のロボットアニメ、藤子不二雄アニメが初期のメインで、1978年ごろからリバイバルブームの影響を受けてウルトラシリーズの特集記事や漫画化作品を活発的に掲載した。同時期にザ・ドリフターズやピンク・レディー[2]といった当時の人気タレント、読売ジャイアンツの王貞治選手（当時）の特集記事も組まれていた。またテレビ教育雑誌というキャッチコピーもあって、創刊時から77年頃までは保護者向けに「おうちの方のページ」が設けられ、阿部進と著名人との対談記事が掲載されていた。
- 創刊当初はテレビ番組のコミカライズ作品を含め12本の連載漫画作品があり、他に絵物語4本が掲載された。2000年以降は3 - 5本に減少している。現在の連載漫画は、4コマ漫画中心となっている。

#### キャラクター
- 1980年、『電子戦隊デンジマン』の放送とともにスーパー戦隊シリーズの掲載を再開、同シリーズは現在もメイン連載として大きく取り上げている。学年誌でコミカライズ版などを掲載していた『バトルフィーバーJ』は、放送当時は講談社の雑誌で掲載されていたことから本誌での雑誌展開では一切掲載していなかったが、『太陽戦隊サンバルカン』が放送された1981年以降からはブロマイド商品他等の写真を掲載している。また『恐竜戦隊ジュウレンジャー』以降からのスーパー戦隊シリーズでは、荒川稔久脚本の戦隊テレホンサービスがスタート。以後荒川脚本の戦隊テレホンサービスは、1998年の『星獣戦隊ギンガマン』まで全作に渡ってサービスを展開した。
- 『仮面ライダーシリーズ』の掲載は、1987年に『仮面ライダーBLACK』の原作漫画となる「仮面ライダーBlack」が『週刊少年サンデー』で連載されることになったと同時に開始され、以降の作品は2025年 現在全て掲載している。『仮面ライダーZX』以前の昭和ライダーも、本誌記事内のミニコーナーなどで掲載された。2011年6月号の創刊35周年記念付録として、『仮面ライダーシリーズ』の40周年記念とコラボしたDVD付録を出した。
- 『宇宙刑事シャリバン』を除く『機動刑事ジバン』以前の『メタルヒーローシリーズ』、『宇宙鉄人キョーダイン』、『大鉄人17』、『アクマイザー3』などの石森プロ作品をはじめとする東映特撮作品も、放送当時は「テレビマガジン」など講談社刊行の児童誌や「テレビランド」などがメインの掲載だったため、本誌では掲載できなかったヒーロー作品に関しても、本誌の特集記事やミニコーナーでフォローされている。
- ウルトラシリーズでは、『ウルトラマンパワード』から平成三部作（T,D,G）までの作品は、本誌を含め小学館の雑誌では写真を掲載しなかったが、『ウルトラマンコスモス』時にブロマイド商品他等の写真を掲載している。『ウルトラマングレート』は、ビデオ版発売時は掲載していなかったが、テレビ放映時では掲載している。また、『ウルトラマンダイナ』以降の劇場版も、公開期間中に掲載している。なお平成ウルトラセブンシリーズ全般は、小学館の各雑誌でも特集記事を行っていた。平成ウルトラセブンシリーズが掲載できたのは、1983年の『ウルトラ超伝説』掲載終了から翌年の『ウルトラマン物語』の掲載開始前まで、ウルトラセブンを大々的に特集していたためである。
  - 『ウルトラマンメビウス』外伝シリーズ、『ウルトラマンゼロ』シリーズなどのオリジナルストーリー関連は、本誌とテレマガ両誌で掲載。本誌は『ウルトラマンフェスティバル』初出のオリジナル怪獣を多数使用しており、テレマガに比べて豪華な内容になっている。また『ウルトラギャラクシーファイト』をはじめとするネットムービー関連も積極的に掲載している。
- タカラトミーの『トランスフォーマー』シリーズに関しては、東映製作のアニメシリーズをはじめとする初期の作品は講談社がほぼ独占掲載していたため掲載していなかった。初掲載が『ビーストウォーズII 超生命体トランスフォーマー』劇場版で、一部の作品を除き、アニメの情報と玩具を使ったジオラマストーリーを中心に掲載していた。2013年7月号から『超ロボット生命体 トランスフォーマー プライム』の国内における続編、『参乗合体 トランスフォーマーGo!』の連載を開始、テレビマガジンとの連動企画を行った。掲載誌別に内容が異なり、本誌ではソードボット侍チームの活躍を描いた【侍チーム】篇を掲載。競合誌テレマガで掲載されている忍チームとその関連商品は玩具紹介のみにとどまっている。2015年からは小学館主導の『新幹線変形ロボ シンカリオン』シリーズをはじめとする『トミカ』『プラレール』のメディアミックスアニメの掲載を優先し、『トランスフォーマー』関連記事は1～2ページに縮小。2016年9月号をもって定期連載を打ち切っている。以降は広告ページのみの掲載を続けていたが、2021年5月号をもって広告ページの掲載を打ち切った[注 2]。
- 2011年7月号に『ドラえもん』の新作漫画『ドラえもん わくわくひみつ道具』を連載開始。本誌としては、約19年ぶりの連載だが原作者の藤子・F・不二雄の公式オリジナルに沿った正統なる漫画を連載するのは、16年ぶりである。
- 1980年代には、小学館と同じ一ツ橋グループである集英社の『週刊少年ジャンプ』や白泉社の『花とゆめ』で原作漫画が連載されていたアニメ作品の掲載を行っていた時期があった。特に『ドラゴンボール』は放映開始前から強力にプッシュしていた。なお、『ドラゴンボール改』は2009年から2011年の第1期は『テレビマガジン』で掲載して、本誌では掲載していなかったが、2014年からの第2期放送中の2014年9月号から本誌でも掲載されるようになった。現在はドラゴンボール関連以外の少年ジャンプ系アニメの掲載はされていないが、それに関する記事が載る事もある。
- てれびくんでのガンダムシリーズの雑誌掲載は『機動戦士ガンダム』劇場版と『機動戦士Ζガンダム』が最初の掲載であり、後年の作品である『機動戦士ガンダムAGE』『ガンダムビルドファイターズトライ』とアーケードゲーム『ガンダムトライエイジ』が掲載されるまでは、ほとんど掲載していなかった。2022年1月現在、小学館でのガンダム関連の雑誌掲載は「週刊少年サンデーS」、「ビッグコミックスペリオール」など本誌より年齢の高い読者向けの漫画誌に掲載されている。
- 2012年4月号から2016年2月号まで、本誌の影の記者、ダーツベイダーが日本の各地域で活躍するローカルヒーローを紹介する『ご当地ヒーロー大作戦』を連載していた。また、キョンシーといった変り種のキャラや、アメコミアニメを特集していた時期もあった。

#### ホビー
- 巻末に、この月に発売される玩具、食玩、ゲームの情報を簡単に紹介するコーナーを掲載中。競合誌テレマガではモノクロページだが、こちらはカラーページでの掲載になっている。2014年12月号からは、玩具紹介動画サイト『レオンチャンネル』との連動企画を実装。
- タイアップは、タカラトミーとバンダイのホビーがメインとなっており、特に講談社系ホビー（『トランスフォーマー』『ダイアクロン』）を除くタカラトミーホビーの関連記事は、『コロコロ』が先行展開した後『てれびくん』でも並行して掲載するようになっている。また、セガの『甲虫王者ムシキング』に関するタイアップは、『コロコロ』や他の小学館の学習雑誌以上に多い。
- 2006年から展開されたタカラトミーの『トミカハイパーシリーズ』は、てれびくんとテレビマガジン両誌で連載されていたが、テレビマガジンが2010年10月号からバンダイの玩具『VOOV』の連載に移行したため『トミカハイパーシリーズ』は、一時期てれびくん独占掲載になった。テレマガは2015年に発売されたハイパーブルーポリス・ライジングソニックを期に連載を再開し2016年までは両誌掲載体制になったが、2017年放送のアニメ『トミカハイパーレスキュー ドライブヘッド機動救急警察』からは、再び小学館児童誌独占掲載に戻った。ただし通常のトミカ関連はこれまで通り掲載を続けている。
- 2000年代後半から2010年代中盤までは『ウルトラシリーズ』関連と『仮面ライダーバトル ガンバライジング』中心の『データカードダス』の情報とバンダイ、タカラトミーの商品情報を中心としたDVD付録を出していた。
- コンピューターゲームの特集にも力を入れていた時期もあり、代表的な物に『ゲーム&ウオッチ』がある。また、当時メジャーになりつつあったファミコンは、兄弟誌の『月刊コロコロコミック』で、毎回のようにファミコンの特集を行っていたこともあり、他の児童雑誌より先に大々的に特集しており、1986年がその最盛期である。このときは紹介するソフトによっては、攻略記事も掲載されることもあり（藤子不二雄系が多い）、その内容は当時の『ファミコン通信』や『ファミマガ』などのゲーム雑誌に勝るとも劣らなかった。『スターソルジャー』や『スーパーマリオブラザーズ』などのゲームをテーマにした付録が存在したのも、それがひとつの理由となっている。また電子ゲーム掲載時代も、『ゲームセンターあらし』が掲載されていたこともあり攻略記事が掲載されていた。時代が下るごとに取り上げる幅は狭くなっていったが、それでも『ストリートファイターII』といった人気ゲームについては、特集記事を組むこともあった。ちなみに、『コロコロ』と同様にハドソン系や任天堂系のゲームを多く扱っていた。

#### 付録・全員サービスなど
- 付録は掲載されている作品のキャラクターや登場メカのペーパークラフト、『仮面ライダーバトル ガンバライジング』の限定カードがメインである。稀にトランプやポスターの付録を出すこともある。なお、掲載されている作品のキャラクターのペーパークラフトを使ったなりきりコンテストも開催されている。コンテスト審査員には制作会社の関係者や番組出演者など。また、掲載されている作品に登場する関連アイテム（DXなりきり玩具などにも対応）や彩色フィギュアなどの雑誌限定玩具付録を出すこともある。近年は、下記の全員有料サービス『仮面ライダーハイパーバトルDVD』に連動したDXなりきり玩具対応玩具を付録に出すようになった。また、『仮面ライダードライブ』に至っては、2015年1月号にて年末の映画に連動した付録DVDを出した。平成ライダーに限らず、スーパー戦隊でもDXなりきり玩具対応限定玩具を付録をだしている。
- 1990年代以降CDやDVD・ビデオなどの読者全員サービスを行っている。かつては競合誌『テレビマガジン』と共に、平成仮面ライダーの最強形態、スーパー戦隊のレッド戦士、ウルトラマンなど特撮ヒーローの大型サイズの彩色PVCフィギュアの読者全員サービスを行っていた。2022年1月現在は、『仮面ライダー』シリーズのオリジナルDVDの読者全員サービスのみ行われている。オリジナルDVDは本編には登場しなかったもう一つの戦闘形態や新武器などを披露している。DVDは『てれびくん』に限らず、東映の公式サイトや他社の特撮情報誌、模型情報誌にも情報が掲載される。また、東映の動画配信サイト（『東映特撮YouTube Official』（PC）『東映特撮ファンクラブ』（アプリ））でも紹介している。2017年展開の『仮面ライダーエグゼイド』ハイパーバトルDVDは、玩具付きDVDセット版を先着順受注生産で受付を開始したものの応募者が殺到したことにより、のちDVD単品版の受注も行われた。『スーパー戦隊』関連のDVDは2015年までテレビマガジン主導で行っていたが、2018年展開の『快盗戦隊ルパンレンジャーVS警察戦隊パトレンジャー』からは、てれびくん主導に切り替わった。なお、競合誌テレビマガジンで展開していた『スーパー戦隊』テレマガとくせいDVDとその作品のみ登場する別フォームのレッド戦士は、東映の公式サイトや他社の特撮情報誌、模型情報誌、本誌責任編集の公式資料本『超全集』では一切掲載していない。
- 掲載された特撮作品の中で人気があった作品は『超全集』シリーズというムックも発売されることがあった。最初の発売は1992年初頭。特に読者に人気が高かった作品は上下巻に分割して発売されることが多い。場合によっては、上巻、下巻、最終巻と3冊に分割して発売されることもある。仮面ライダークウガ超全集、仮面ライダー龍騎超全集がそれに該当する。アニメの場合でも、『超全書』シリーズというムックも発売されている。（超全集シリーズの項目も参考のこと）
- バンダイナムコフィルムワークスの『ウルトラシリーズ』のDVD商品の解説書の製作やボーイズトイパーク（バンダイ）と魂ウェブ（BANDAI SPIRITS）のホームページ製作協力やバンダイの玩具の商品開発や21世紀以降の『ウルトラシリーズ』劇場版の制作や映画の公式パンフレット製作にも関わっている。

## 増刊号
最初の増刊号の発売時期は不明。2014年5月現在までに63冊刊行されている。21世紀に入ってからは辰巳出版の発行誌だった「ウルトラマンAGE」の後継誌「ウルトラマンDNA」を定期で発刊していた。現在はデータカードダス関連のファンブックをコンスタントに刊行している。この他、ウルトラマン、仮面ライダー、スーパー戦隊などの特撮作品の情報をさらに盛り込んだ臨時増刊号「SUPERてれびくん」(名目上はコロコロイチバン!の増刊)も刊行されている。増刊号によっては電子書籍版もある。

## 現在の掲載作品
※（）内は掲載期間を表す。
※太字はメインに取り扱っている作品。

### 定期掲載
- ドラえもん（劇場映画の情報のみ掲載）
  - ドラえもん・わくわくひみつ道具 - 原作：藤子・F・不二雄、漫画：さいとうはるお（2011年7月号～）
- ポケットモンスター アニメ第7作 2019年12月号 -
  - ポケモンメザスタ
- トミカハイパーシリーズ、プラレールハイパーシリーズ、プラレールアドバンス（玩具）
  - トミカフューチャーシティ/トミカハイパーレスキュー（2019年 新シリーズ）2019年6月号 -
    - 新幹線変形ロボ シンカリオン 超シンカバトル 2018年4月号 -
- スーパー戦隊シリーズ
  - 王様戦隊キングオージャー
- ウルトラマンシリーズ
  - セブンガーファイト　2021年5月号 -
  - ウルトラマン ニュージェネレーション スターズ
  - ウルトラマンデッカー最終章 旅立ちの彼方へ…
- 仮面ライダーシリーズ
  - 仮面ライダーギーツ
  - 仮面ライダーブットバソウル
- データカードダス関連
  - 仮面ライダーバトル ガンバライジング（2013年9月号～）
  - ウルトラマン フュージョンファイト!（2016年7月号～）
- 紳士ヒーロー うんこるめん
- バーストギャグ ガン!ガン!ガンバライジング!! - 監修：石森プロ・東映、協力：バンダイ、漫画：ダイナミック太郎　2013年11月号～
- ゲキアツ！ホビー天国（-2017年1月号まで「おもちゃタウン」）（玩具、ゲーム（任天堂ゲーム機メイン・不定期）情報コーナー）
  - おしえて!レオンチャンネル!! 2015年10月号 -
- てれびくんプラザ（読者投稿コーナー）
- てれびくんスーパーヒーローニュース

### 不定期掲載
- クレヨンしんちゃん（劇場映画の情報のみ掲載。双葉社の漫画誌『月刊まんがタウン』から参加）
- チョロQ（新製品の情報のみ掲載）
- パワーレンジャーシリーズ
- 名探偵コナン（劇場版の情報のみ掲載。少年誌『週刊少年サンデー』から参加）
- ホットウィール（新製品の情報を広報ページの形で掲載）

## 過去の掲載作品

### 1970年代掲載
- がんばれ!!ロボコン（少年誌『週刊少年サンデー』からスライド連載。創刊号～1977年5月号）
- スーパー戦隊シリーズ
  - 秘密戦隊ゴレンジャー（少年誌『週刊少年サンデー』からスライド連載。創刊号～1977年5月号）
  - ジャッカー電撃隊
- 母をたずねて三千里
- タイムボカンシリーズ
  - タイムボカン
  - ヤッターマン - 放送終了後、1992年に再掲載。
  - ゼンダマン
- マシンハヤブサ（集英社の少年誌『月刊少年ジャンプ』から参加。）
- ザ・カゲスター
- 超電磁ロボ コン・バトラーV
- アステカイザー - 1976年8月号～11月号（原作：永井豪、作画：石川賢）
- ポールのミラクル大作戦
- ピコリーノの冒険
- 恐竜探険隊ボーンフリー
- ろぼっ子ビートン
- 5年3組魔法組
- 合身戦隊メカンダーロボ
- ロボット110番
- ブロッカー軍団IVマシーンブラスター
- グロイザーX
- 合身戦隊メカンダーロボ
- 超合体魔術ロボ ギンガイザー
- 超スーパーカー ガッタイガー
- メガロマン
- 科学冒険隊タンサー5
- 超電磁マシーン ボルテスV
- UFO戦士ダイアポロン
- 恐竜大戦争アイゼンボーグ
- あらいぐまラスカル
- サザエさん - （大手紙朝日新聞から参加）1970年代後半頃まで掲載。
- オバケのQ太郎 - 3度目のアニメ化の前に1976年 - 1979年までオリジナル漫画が再録掲載。（藤子不二雄）
- きゃぷてんボン - 1976年6月号 - 10月号（藤子不二雄（藤本弘））
- ドラえもん(原作版) - 1976年12月号 - 1977年8月号(5月号、7月号は方倉陽二が執筆)、1979年5月号 - 1983年3月号（藤子不二雄（藤本弘））(83年度以降はアシスタント執筆、アニメ情報のみに順次切り替え)
- キングボンバ - 1976年6月号 - 1977年7月（永井豪）
- 激走!ルーベンカイザー - 1977年11月号 - 1978年2月号（石原光二）
- ヒロインくん - 1979年11月 - 1981年8月号（よしかわ進）
- 冒険ファミリー ここは惑星0番地
- がんばれ!レッドビッキーズ
- 透明ドリちゃん
- スターウルフ
- 闘将ダイモス
- ふしぎ犬トントン
- 宇宙戦艦ヤマト2
- 恐竜戦隊コセイドン
- 宇宙からのメッセージ・銀河大戦
- 宇宙魔神ダイケンゴー
- 魔女っ子チックル
- コメットさん - 大場久美子版のみ掲載。
- 未来少年コナン
- 科学忍者隊ガッチャマンII
  - 科学忍者隊ガッチャマンF
- ピンクレディー物語 栄光の天使たち
- ザ☆ウルトラマン
- 燃えろアタック
- サイボーグ009
- 未来ロボ ダルタニアス
- 8時だョ!全員集合-沢田ユキオ
- みごろ!たべごろ!笑いごろ!
- 電子ゲーム
- E.T.

### 1980年代掲載
- 宇宙空母ブルーノア
- 伝説巨神イデオン
- がんばれ元気（少年誌『週刊少年サンデー』から参加）
- Xボンバー
- 宇宙戦士バルディオス
- 新・ど根性ガエル
- 戦国魔神ゴーショーグン
- ダッシュ勝平（少年誌『週刊少年サンデー』から参加）
- ウルトラシリーズ
  - ウルトラマン80 -居村眞二
  - ウルトラ兄弟物語　アンドロ超戦士 - 居村眞二
    - ウルトラ超伝説 アンドロ超戦士
    - アンドロ超戦士
    - ウルトラ超伝説
    - ウルトラ超伝説 すすめタロウ

  - アンドロメロス - テレビ放送開始前の1981年6月号から写真絵物語や漫画版『ウルトラ超伝説』が掲載。
- スーパー戦隊シリーズ
  - 電子戦隊デンジマン
  - 太陽戦隊サンバルカン
  - 大戦隊ゴーグルファイブ
  - 科学戦隊ダイナマン
  - 超電子バイオマン
  - 電撃戦隊チェンジマン
  - 超新星フラッシュマン
  - 光戦隊マスクマン
  - 超獣戦隊ライブマン
  - 高速戦隊ターボレンジャー
- タイムボカンシリーズ
  - タイムパトロール隊オタスケマン
  - ヤットデタマン
  - 逆転イッパツマン
- ぼくら野球探偵団
- とんでも戦士ムテキング
- OKAWARI-BOY スターザンS
- 怪物くん、原作は1980年10号から1982年5月号まで。。
- 宇宙大帝ゴッドシグマ
- 鉄腕アトム
- それゆけ!レッドビッキーズ
- 百獣王ゴライオン
- フーセンのドラ太郎
- Dr.スランプ アラレちゃん - 1982年ごろまで掲載。（集英社の少年誌『週刊少年ジャンプから参加』）
- 忍者ハットリくん、原作は1982年6月号から1984年4月号まで。以降はさとう光が執筆。
- うる星やつら - 1982年ごろまで掲載。（少年誌『週刊少年サンデー』から参加）
- オレたちひょうきん族 - ブラックデビル編まで掲載。
- あさりちゃん
- 太陽の子エステバン
- パタリロ!（白泉社の少女誌『花とゆめ』から参加）
- 機甲艦隊ダイラガーXV
- 超時空要塞マクロス - 1983年11月号 - 84年6月号まで。1990年に再放送の際、再掲載。
- フクちゃん
- パーマン - 原作は1983年4月号から1984年4月号まで。以降はたかや健二版になり、1986年から「ハットリくん」オバケのQ太郎」を含んだ「藤子不二雄劇場」2ページ版となる。
- ゲームセンターあらし
- ファミコン
- 銀河烈風バクシンガー
- イーグルサム
- Gu-Guガンモ（少年誌『週刊少年サンデー』から参加）
- アニメちゃん
- TVオバケてれもんじゃ
- へーい!ブンブー
- ロボタン
- 宇宙船サジタリウス
- Bugってハニー
- ボスコアドベンチャー
- ウルトラB
- キテレツ大百科
- レインボーマン
- 宇宙刑事シャリバン
- 光速電神アルベガス
- 超時空世紀オーガス
- キャプテン翼（集英社の少年誌『週刊少年ジャンプ』から参加）
- 機動戦士ガンダム(映画)
  - 機動戦士ガンダムII 哀・戦士編
  - 機動戦士ガンダムIII めぐりあい宇宙編
- 機動戦士Ζガンダム　1985年4月号 -
- サイボットロボッチ
- 聖戦士ダンバイン
- キン肉マン（集英社の少年誌『週刊少年ジャンプ』から参加）
- 星雲仮面マシンマン
- ビデオ戦士レザリオン
- 超時空騎団サザンクロス
- ゴッドマジンガー
- 星銃士ビスマルク
- 兄弟拳バイクロッサー
- サイコアーマー ゴーバリアン
- プロゴルファー猿
- 忍者戦士飛影
- 蒼き流星SPTレイズナー
- ドラゴンボールシリーズ（集英社の少年誌『週刊少年ジャンプ』から参加）
  - ドラゴンボール
  - ドラゴンボールZ
- 東映不思議コメディーシリーズ
  - もりもりぼっくん
  - おもいっきり探偵団 覇悪怒組
  - じゃあまん探偵団 魔隣組
  - 魔法少女ちゅうかなぱいぱい!
- 銀牙 -流れ星 銀-（集英社の少年誌『週刊少年ジャンプ』から参加）
- マシンロボシリーズ
  - マシンロボ クロノスの大逆襲　1986年7月号 -
  - マシンロボ ぶっちぎりバトルハッカーズ　1987年6月号 -
- 聖闘士星矢 (初期のアニメ)（集英社の少年誌『週刊少年ジャンプ』から参加）
- がんばれ!キッカーズ（少年誌『月刊コロコロコミック』から参加）
- 仮面ライダーシリーズ
  - 仮面ライダーBLACK
  - 仮面ライダーBLACK RX
- ビックリマンシリーズ
  - ビックリマン
  - 新ビックリマン
- 仮面の忍者 赤影（秋田書店の少年誌『週刊少年チャンピオン』から参加）
- つるピカハゲ丸くん（少年誌『月刊コロコロコミック』から参加）
- 魔神英雄伝ワタル　1988年4月号 -
- エスパー魔美
- ビリ犬
- おぼっちゃまくん（少年誌『月刊コロコロコミック』から参加）
- 天空戦記シュラト
- それいけ!アンパンマン（1988年 - 1992年頃）（現在も『ベビーブック』『めばえ』に掲載中）
- ゴジラvsビオランテ
- 加トちゃんケンちゃんごきげんテレビ
- 魔動王グランゾート
- 桃太郎伝説
- まじかるハット
- ダッシュ!四駆郎
- 改造戦士 プラモくん　1983年 -
- テレコマ戦士　1985年 - 1987年まで連載。
- 月光騎士（ムーンナイト） - 桜多吾作
- ロボ球ナイン - 真樹村正
- ウルトラたまげたくん - 立石圭太 1982年 -
- 宇宙ポリス イーターくん - 立石圭太
- チャンピオン プロレスくん - 立石佳太 1984年 -
- うらわざ戦士 ファミまるくん - 立石圭太
- にぎにぎ おにぎりくん - 立石圭太 1987年 -
- ウルトラ一家のタロウくん - 立石圭太

### 1990年代掲載
- スーパー戦隊シリーズ
  - 地球戦隊ファイブマン
  - 鳥人戦隊ジェットマン
  - 恐竜戦隊ジュウレンジャー
  - 五星戦隊ダイレンジャー
  - 忍者戦隊カクレンジャー
  - 超力戦隊オーレンジャー
  - 激走戦隊カーレンジャー
  - 電磁戦隊メガレンジャー
  - 星獣戦隊ギンガマン
  - 救急戦隊ゴーゴーファイブ
- メタルヒーローシリーズ
  - 特警ウインスペクター
  - 特救指令ソルブレイン
  - 特捜エクシードラフト
  - 特捜ロボ ジャンパーソン
  - ブルースワット
  - 重甲ビーファイター
  - ビーファイターカブト
  - ビーロボカブタック
  - テツワン探偵ロボタック
- 東映不思議コメディーシリーズ
  - 不思議少女ナイルなトトメス
  - うたう!大龍宮城
  - 有言実行三姉妹シュシュトリアン
- スピルバーグのアニメ タイニー・トゥーン
- 仮面ライダーシリーズ
  - 真・仮面ライダー 序章
  - 仮面ライダーZO
  - 仮面ライダーJ
  - 仮面ライダーSD
- ウルトラシリーズ
  - ウルトラマンG - 1995年、テレビ放映時に掲載。
  - ウルトラマンゼアス
  - 平成ウルトラセブンシリーズ
  - ウルトラニャン
  - ウルトラマンティガ&ウルトラマンダイナ 光の星の戦士たち（1998年2月号 - 1998年4月号）
  - ウルトラマンティガ・ウルトラマンダイナ&ウルトラマンガイア 超時空の大決戦（1999年3月号 - 1999年4月号）
  - ウルトラ怪獣かっとび!グレート - 1995年7月号-9月号連載
  - ウルトラ怪獣かっとび!ブラザーズ - 1995年10月号 ⁻ 1996年1月号連載
  - ウルトラ怪獣かっとび!ゼアス - 1996年2月号 - 連載
- ゴジラシリーズ
  - ゴジラvsキングギドラ
  - ゴジラvsモスラ
  - ゴジラvsメカゴジラ
  - ゴジラvsスペースゴジラ
  - ゴジラvsデストロイア
- 電光超人グリッドマン - 放送終了後、オリジナルフィルムストーリー『電光超人グリッドマン 魔王の逆襲』が掲載。
- パワーレンジャーシリーズ
  - マイティ・モーフィン・パワーレンジャーからパワーレンジャー・RPMまで。
- UFO仮面ヤキソバン
- 勇者シリーズ
  - 勇者特急マイトガイン
  - 勇者警察ジェイデッカー
  - 黄金勇者ゴルドラン
  - 勇者指令ダグオン
  - 勇者王ガオガイガー
- 大予言/復活の巨神
- マッハGoGoGo - 1997年のリメイク版のみ掲載
- エルドランシリーズ
  - 絶対無敵ライジンオー　1991年4月号 -
  - 元気爆発ガンバルガー　1992年4月号 -
  - 熱血最強ゴウザウラー　1993年3月号 -
- 新世紀GPXサイバーフォーミュラ　1991年 -
- 機甲警察メタルジャック　1991年 -
- THE GUYVER
- トランスフォーマーシリーズ
  - ビーストウォーズ 超生命体トランスフォーマー
  - ビーストウォーズII 超生命体トランスフォーマー
  - ビーストウォーズネオ 超生命体トランスフォーマー
  - ビーストウォーズメタルス 超生命体トランスフォーマー
  - トランスフォーマー カーロボット
- スーパービックリマン
- ジャンケンマン
- 21エモン
- キン肉マン キン肉王位争奪編
- コボちゃん（大手紙読売新聞から参加）
- ポコニャン!
- 忍たま乱太郎（朝日小学生新聞から参加）
- ムカムカパラダイス（少女誌『ちゃお』から参加）
- とっても!ラッキーマン（集英社の少年誌『週刊少年ジャンプ』から参加）
- おまかせスクラッパーズ
- マクロス7
- クマのプー太郎（青年誌『ビッグコミックスピリッツ』から参加）
- 十二戦支 爆烈エトレンジャー
- H2（少年誌『週刊少年サンデー』から参加）
- モジャ公
- ドラゴンボールGT（集英社の少年誌『週刊少年ジャンプ』から参加）
- キューティーハニーF （少女誌『ちゃお』から参加）
- ストリートファイターII V
- 超特急ヒカリアン
- ポケットモンスター アニメ第1作　1997年10月号 - 2002年10月号
- ドクタースランプ （集英社の少年誌『Vジャンプから参加』）
- 燃えろ!!ロボコン
- おじゃる丸
- テレタビーズ
- キョロちゃん
- ブースカ! ブースカ!!
- まじかる☆タルるートくん
- からくり剣豪伝ムサシロード
- 江戸っ子ボーイ がってん太助
- ゲッターロボ號
- 炎の闘球児 ドッジ弾平
- サンダーバード
- 宇宙の騎士テッカマンブレード　1992年 -
- 超電動ロボ 鉄人28号FX　1992年 -
- 南国少年パプワくん（スクウェア・エニックスの少年誌『月刊少年ガンガン』から参加）
- バットマン
- 河童の三平
- 剣勇伝説YAIBA（少年誌『週刊少年サンデー』から参加）
- アラジン
- レッドバロン
- ヤマトタケル
- ゴールFH
- X-MEN
- ミュータント・タートルズ
- 獣戦士ガルキーバ
- ミニ四駆
- 爆走兄弟レッツ&ゴー!!シリーズ
- バケツでごはん（青年誌『ビッグコミックスピリッツ』から参加）
- 天空のエスカフローネ
- 七星闘神ガイファード
- 超者ライディーン
- ビーダマンシリーズ
  - Bビーダマン爆外伝
  - Bビーダマン爆外伝V

### 2000年代掲載
- スーパー戦隊シリーズ
  - 未来戦隊タイムレンジャー
  - 百獣戦隊ガオレンジャー
  - 忍風戦隊ハリケンジャー
  - 爆竜戦隊アバレンジャー
  - 特捜戦隊デカレンジャー
  - 魔法戦隊マジレンジャー
  - 轟轟戦隊ボウケンジャー
  - 獣拳戦隊ゲキレンジャー
  - 炎神戦隊ゴーオンジャー
  - 侍戦隊シンケンジャー
- 仮面ライダーシリーズ
  - 仮面ライダークウガ
  - 仮面ライダーアギト
  - 仮面ライダー龍騎
  - 仮面ライダー555
  - 仮面ライダー剣
  - 仮面ライダー響鬼
  - 仮面ライダーカブト
  - 仮面ライダー電王
  - 仮面ライダーキバ
  - 仮面ライダーディケイド
  - 仮面ライダーW（2009年9月号 - 2010年10月号）
- ウルトラシリーズ
  - ウルトラマンティガ THE FINAL ODYSSEY（2000年3月号 - 2000年4月号）
  - ウルトラマンネオス
  - ウルトラマンコスモス
  - ウルトラマンネクサス（2004年12月号 - 2005年8月号まで漫画版が連載。漫画版の作者は椎名高志。）
  - ウルトラマンマックス
  - ウルトラマンメビウス
    - ウルトラマンメビウス外伝 超銀河大戦 戦え!ウルトラ兄弟 - 2007年6月号 - 2008年2月号
    - ウルトラマンメビウス外伝 アーマードダークネス ジャッカル軍団大逆襲!! - 2008年3月号 - 2009年3月号（ただし、2008年10月号は休載）
    - ウルトラマンメビウス外伝 アーマードダークネス
    - 大決戦!超ウルトラ8兄弟（コミカライズ版）  - 2008年10月号
    - ウルトラマンメビウス外伝 ゴーストリバース ウルトラ兄弟VS暗黒大軍団 - 2009年4月号 - 2009年12月号
    - ウルトラマンメビウス外伝 ゴーストリバース
    - 大怪獣バトル ウルトラ銀河伝説（コミカライズ版） -  2010年1月号 - 2010年3月号

  - ULTRASEVEN X
  - ウルトラギャラクシー大怪獣バトル
    - ウルトラギャラクシー大怪獣バトル NEVER ENDING ODYSSEY
    - 大怪獣バトル ウルトラ銀河伝説 THE MOVIE
- 遊☆戯☆王（集英社の少年誌『週刊少年ジャンプ』から参加）
  - 遊☆戯☆王デュエルモンスターズ
- ゾイド
- ゾイドシリーズ
  - ゾイド -ZOIDS-
  - ゾイド新世紀スラッシュゼロ
- ドンキーコング
- ビックリマン2000
- とっとこハム太郎-30分版アニメのみ掲載。
- 犬夜叉（少年誌『週刊少年サンデー』から参加）
- パラッパラッパー
- 探偵少年カゲマン
- パワーパフガールズ
- 星のカービィ
- デジモンシリーズ（集英社の少年誌『Vジャンプ』から参加）
  - デジモンテイマーズ
  - デジモンセイバーズ - (2006年5月号 - 2007年2月号)
  - デジモンクロスウォーズ - (2010年7月号 - 2010年10月号)
- GEAR戦士電童
- 電脳冒険記ウェブダイバー - (2001年5月号 - 2002年4月号)
- 爆転シュート ベイブレードシリーズ- (2001年2月号 - 2003年12月号)
- ロックマンエグゼシリーズ（*ロックマンエグゼStream以外）
  - ロックマンエグゼ - (2002年2月号 - 2003年12月号)
  - ロックマンエグゼAXESS - (2004年1月号 - 2004年10月号)
  - ロックマンエグゼBEAST - (2004年11月号 - 2005年1月号)
- 爆闘宣言ダイガンダー - (2002年5月号 - 2003年1月号)
- 電光超特急ヒカリアン - (2002年5月号 - 2003年4月号)
- ポケットモンスターシリーズ
  - ポケットモンスター アドバンスジェネレーション（2002年11月号 - 2006年10月号）
  - ポケットモンスター ダイヤモンド&パール（2006年11月号 - 2010年10月号）
- ボンバーマンジェッターズ - (2002年11月号 - 2003年5月号)
- デュエル・マスターズ（少年誌『月刊コロコロコミック』から参加） - (2002年11月号 - 2003年4月号)
- マシンロボシリーズ
  - 出撃!マシンロボレスキュー - (2003年1月号 - 2004年1月号)
  - マシンロボ ムゲンバイン - 難波孝　2004年3月号 - 2004年12月号
  - マシンロボ ムゲンバイン★ダッシュ - 難波孝　2005年1月号 - 2006年まで。
  - マシンロボ ムゲンバインAXSSL - 難波孝　2006年5月号 - 2006年12月号
- コロッケ!（少年誌『月刊コロコロコミック』から参加） - (2003年4月号 - 2004年1月号)
- 鉄腕アトムシリーズ
  - アストロボーイ・鉄腕アトム - (2003年4月号 - 2004年3月号)
- 金色のガッシュベル!!（少年誌『週刊少年サンデー』から参加） - (2003年4月号 - 2006年4月号)
- 冒険遊記プラスターワールド - (2003年5月号 - 8月号、途中打ち切り)[注 3]
- トランスフォーマーシリーズ
  - 超ロボット生命体トランスフォーマー マイクロン伝説　2003年 -
  - トランスフォーマー スーパーリンク　2004年 -
  - トランスフォーマー ギャラクシーフォース　2005年 -
- 超星神シリーズ
  - 超星神グランセイザー - (2003年8月号 - 2004年10月号)
  - 幻星神ジャスティライザー - (2004年9月号 - 2005年10月号)
  - 超星艦隊セイザーX - (2005年8月号 - 2006年7月号)
- 美少女戦士セーラームーン（講談社の少女誌『なかよし』から参加） - (2003年10月号)
- ビーダマンシリーズ
  - B-伝説! バトルビーダマン - (2004年2月号 - 9月号)
  - クロスファイト ビーダマン（玩具、アニメ） - (2011年6月号、2011年10月号 - 2013年10月号)
- Get Ride! アムドライバー - (2004年6月号 - 7月号)
- 絶体絶命でんぢゃらすじーさん （少年誌『月刊コロコロコミック』から参加）- (2004年8月号 - 10月号)
- キーボッツ - (2004年11月号 - 2008年2月号)
- 冒険王ビィトシリーズ（集英社の少年誌『週刊少年ジャンプ』から参加）
  - 冒険王ビィト - (2004年11月号 - 2005年10月号)
  - 冒険王ビィト エクセリオン - (2005年11月号 - 2006年4月号)
- ゾイドシリーズ
  - ゾイドフューザーズ - (2004年11月号 - 2005年4月号)
  - ゾイドジェネシス - (2005年5月号 - 2006年4月号)
- 甲虫王者ムシキング - (2004年3月号- 2008年11月号)
- 甲虫王者ムシキング 森の民の伝説 - (2005年4月号 - 2006年4月号)
- オッス!ムシキングッス!! - 小西紀行 - (2005年2月号 - 2009年3月号)
- 魔弾戦記リュウケンドー - (2005年12月号 - 2007年2月号)
- 超忍者隊イナズマ! (2006年7月号)
- 流星のロックマン (2006年11月号 - 2007年11月号)
- 古代王者 恐竜キング Dキッズ・アドベンチャー - (2007年3月号 - 2008年2月号)
  - 古代王者 恐竜キング Dキッズ・アドベンチャー 翼竜伝説 - (2008年3月号 - 9月号)
- ミュータント タートルズ - (2007年5月号- 9月号)
- タイムボカンシリーズ
  - ヤッターマン 2008年版 - (2008年1月号 - 2009年10月号)
- やったぜ!!ヤッターマン - 難波孝 - (2008年7月号 - 2009年10月号)
- トミカヒーローシリーズ
  - トミカヒーロー レスキューフォース - (2008年2月号 - 2009年4月号)
  - トミカヒーロー レスキューファイアー - (2009年5月号 - 2010年4月号)
- ケータイ捜査官7 - (2008年4月号 - 2008年10月号)
- 環境超人エコガインダー
- ベン10 - (2009年2月号 - 3月号)
- ペンギンの問題（少年誌『月刊コロコロコミック』から参加）

### 2010年代掲載
- スーパー戦隊シリーズ
  - 天装戦隊ゴセイジャー（2010年2月号 - 2011年3月号）
  - 海賊戦隊ゴーカイジャー（2011年2月号 - 2012年3月号）
  - 特命戦隊ゴーバスターズ（2012年2月号 - 2013年3月号）
  - 獣電戦隊キョウリュウジャー（2013年2月号 - 2014年3月号）
  - 烈車戦隊トッキュウジャー（2014年2月号 - 2015年3月号）
    - 行って帰ってきた烈車戦隊トッキュウジャー 夢の超トッキュウ7号 2015年4月号 -

  - 手裏剣戦隊ニンニンジャー（2015年2月号 - 2016年3月号）
  - 動物戦隊ジュウオウジャー（2016年2月号 - 2017年3月号）
    - 劇場版 動物戦隊ジュウオウジャーVSニンニンジャー 未来からのメッセージ from スーパー戦隊（2017年1月号 - 2017年3月号）

  - 宇宙戦隊キュウレンジャー（2017年2月号 - 2018年3月号）
  - 快盗戦隊ルパンレンジャーVS警察戦隊パトレンジャー（2018年2月号 - 2019年3月号）
  - 騎士竜戦隊リュウソウジャー（2019年2月号 - 2020年3月号）
- 仮面ライダーシリーズ
  - 仮面ライダーオーズ/OOO（2010年8月号 - 2011年10月号）
  - 仮面ライダーフォーゼ（2011年8月号 - 2012年10月号）
  - 仮面ライダーウィザード（2012年8月号 - 2013年11月号）
  - 仮面ライダー鎧武/ガイム（2013年9月号 - 2014年11月号）
    - 鎧武/ガイム外伝鎧武/ガイム外伝 仮面ライダー斬月/仮面ライダーバロン 2015年2月号

  - 仮面ライダードライブ（2014年10月号 - 2015年11月号）
    - スーパーヒーロー大戦GP 仮面ライダー3号 2015年2月号 - 2015年5月号

  - 仮面ライダーゴースト（2015年9月号 - 2016年10月号）
    - 仮面ライダー×仮面ライダー ゴースト&ドライブ 超MOVIE大戦ジェネシス（2015年12月号 - 2016年2月号）
    - 仮面ライダーゴースト 伝説!ライダーの魂! 2016年2月号 -

  - 仮面ライダーアマゾンズ
  - 仮面ライダーエグゼイド（2016年9月号 - 2017年9月号）
    - 仮面ライダー平成ジェネレーションズ Dr.パックマン対エグゼイド&ゴーストwithレジェンドライダー 2016年12月号 - 2017年1月号
    - 仮面ライダーエグゼイド 【裏技】仮面ライダーゲンム（2017年2月号 - 2017年3月号）
    - 仮面ライダー×スーパー戦隊 超スーパーヒーロー大戦（2017年3月号 - 2017年4月号）
    - 仮面ライダーエグゼイド トリロジー アナザー・エンディング 2018年5月号

  - 仮面ライダービルド 2017年9月号 - 2018年10月号
  - 仮面ライダージオウ 2018年9月号 - 2019年10月号
  - 仮面ライダーゼロワン 2019年9月号 - 2020年10月号
- ウルトラシリーズ
  - 内山まもるウルトラコミックシリーズ-内山まもる（監修：円谷プロダクション）
    - 戦え!ウルトラ戦士 出撃!宇宙けいび隊 - 2010年4月号

  - ウルトラマンゼロ
    - ウルトラマンゼロ 激突!テクターギアブラック!!
    - ウルトラ銀河伝説外伝 ウルトラマンゼロVSダークロプスゼロ
    - ウルトラマンゼロ THE MOVIE 超決戦!ベリアル銀河帝国
    - ウルティメイトフォースゼロ・アナザースペースアドベンチャー - (2011年2月号 - 2011年5月号)
    - ウルトラマンゼロ＆オールスターウルトラマン 超絶!!ウルトラリーグ　（2011年6月号 - 2011年9月号）
    - ウルトラマンゼロ外伝 キラーザビートスター（2011年9月号～2012年1月号）
    - ウルトラマン列伝 ギャラクシーバトルゼロ（2012年5月号 - 2012年7月号）
    - ウルトラゼロファイト （2012年8月号～2013年5月号）
    - ウルトラマンゼロ THE CHRONICLE(2017年3月号 - 2017年5月号)

  - ウルトラマンサーガ（2011年9月号 - 2012年5月号）
  - とびだせ!!ウルトラエッグ（2012年5月号 - 2014年8月号）　作画：とりさわやすし、監修：円谷プロ、協力：バンダイ
  - ネオ・ウルトラQ（2013年2月号）
  - ウルトラマンギンガ（2013年6月号 - 2014年5月号）
  - ウルトラマンギンガS（2014年6月号 - 2015年5月号）
    - 劇場版 ウルトラマンギンガS 決戦!ウルトラ10勇士!!(2015年1月号 - 2015年4月号)
    - ウルトラファイトビクトリー（2015年4月号 - 2015年7月号）
    - コミカライズ版ウルトラファイトビクトリー（漫画：河本けもん）（2015年5月号 - 2015年7月号）

  - ウルトラマンX（2015年6月号 - 2016年2月号）
    - 劇場版 ウルトラマンX  きたぞ!われらのウルトラマン（2016年1月号 - 2016年4月号）

  - ウルトラマンオーブ（2016年6月号 - 2017年2月号）
    - ウルトラマンオーブ THE ORIGIN SAGA （2017年1月号 - 2017年4月号）
    - 劇場版 ウルトラマンオーブ 絆の力、おかりします! （2017年1月号 - 2017年4月号）
    - ウルトラファイトオーブ 親子の力、おかりします! (2017年5月号 - 2017年6月号)
    - ウルトラマンオーブ THE CHRONICLE (2018年1月号 - 2018年5月号)

  - ウルトラマンジード（2017年6月号 - 2018年2月号）
    - 劇場版 ウルトラマンジード つなぐぜ! 願い!! (2018年1月号 - 2018年4月号)

  - ウルトラマンR/B (2018年6月号 - 2019年1月号)
    - 劇場版ウルトラマンR/Bセレクト！絆のクリスタル (2019年1月号 - 2019年5月号)

  - ウルトラマンタイガ 2019年5月号 - 2020年1月号
- トランスフォーマーシリーズ
  - トランスフォーマー アニメイテッド（玩具のみ掲載） - (2010年2月号 - 2011年1月号)
  - トランスフォーマー ユナイテッド（玩具） -  (2011年2月号 - 2011年4月号)
  - トランスフォーマー/ダークサイド・ムーン（玩具のみ掲載） -  (2011年5月号 - 2011年12月号)
  - トランスフォーマープライム（玩具のみ掲載）  (2012年1月号 - 2013年4月号)
  - トランスフォーマーGo!（玩具のみ掲載） (2013年5月号 - 2013年6月号)
  - 参乗合体 トランスフォーマーGo!【侍チーム篇】 2013年7月号 - 2014年5月号
- たまごっち!（2010年3月号～）
- 大魔神カノン - (2010年5月号- 2010年6月号)
- ギアギアン - (2010年4月号- 2011年1月号)
- メタルファイト ベイブレード（関連玩具のみ掲載。少年誌『月刊コロコロコミック』から参加）
  - メタルファイト ベイブレード爆 - (2010年7月号 - 2011年4月号)
  - メタルファイト ベイブレード4D - (2011年5月号 - 2012年4月号)
  - メタルファイト ベイブレード ZEROG - (2012年5月号 - 2013年2月号)
- マシンロボシリーズ
  - 進化合体エヴォルバイン - (2010年9月号 - 2011年9月号)
  - マシンロボNEXT - (2012年1月号 - )
- ポケットモンスターシリーズ
  - ポケットモンスター ベストウイッシュ（2010年11月号 - 2013年10月号）
  - ポケットモンスター XY（2013年11月号 - 2015年10月号）
  - ポケットモンスター XY&Z（2015年11月号 - 2016年10月号）
  - ポケットモンスター サン&ムーン（2016年11月号 - 2019年11月号）
- はなかっぱ（メディアファクトリーの絵本「はなかっぱ」シリーズより参加。(2011年1月号)
- 機動戦士ガンダムAGE（2011年9月号 - 2012年9月号）
- 電人ザボーガー（2011年劇場版）（2011年9月号 - 2011年11月号）
- 妖怪人間ベム（テレビドラマ版）（2011年12月号）
  - 劇場版 妖怪人間ベム（2012年11月号～2013年1月号）
- 怪物くん（実写映画版）（2011年8月号 - 2012年1月号）
- 爆丸（玩具）（2011年1月号 - 2011年12月号）
- こちらウルトラ探偵団（情報コーナー）▲　（2011年5月号～）
- パワーレンジャーシリーズ
  - パワーレンジャー・S.P.D.日本語吹き替え版（2011年9月号、10月号、12月号、2012年3月号）
  - パワーレンジャー・サムライ（2011年10月号）
  - パワーレンジャー・ミスティックフォース日本語吹き替え版（2012年9月号、10月号）
- 琉神マブヤー（2012年1月号 - 2012年2月号）
- ダンボール戦機シリーズ（関連玩具の情報のみ）
  - ダンボール戦機（2011年4月号 - 2012年2月号）
  - ダンボール戦機W（2012年3月号 - 2013年4月号）
  - ダンボール戦機ウォーズ（2013年5月号 - 2013年10月号）
- バ怪獣 ゴメラ　(2012年7月号 - )
- 獣旋バトル モンスーノ（2012年11月号）
- メタルヒーローシリーズ
  - 宇宙刑事ギャバン THE MOVIE（2012年9月号 - 2012年12月号）
  - 宇宙刑事シャリバン NEXT GENERATION、宇宙刑事シャイダー NEXT GENERATION （2014年8月号 - 2014年10月号)
- ズモモとヌペペ笑劇場（2012年5月号 - 2013年3月号）
- ビーストサーガ（集英社の少年誌『最強ジャンプ』から参加）（2012年12月号 - 2013年10月号）
- 超速変形ジャイロゼッター（玩具の情報のみ、2013年3月号）
- ウルトラボーン (2013年3月号 -)
- ドラえもん しつもんボックス　(2013年3月号 - )
- 夢銃士ヴァリアード（2013年5月号）
- ファイヤーレオン（2013年6月号、7月号）
- 甲虫王者ムシキングむしとりバトルずかん (2013年8月号)
- トレインヒーロー（2013年5月号 - 2013年9月号）
- 瞬間大戦クイックボッツ（玩具）（2013年5月号 - 2013年9月号）
- 爆獣合神ジグルハゼル（玩具）（2013年9月号）
- スーパーマリオワンダーランド（2013年10月号～）
- 妖怪ウォッチ（2014年2月号 - 2018年3月号）
  - 妖怪ウォッチ あつまれ！ともだち妖怪（原作・監修：レベルファイブ、漫画：須藤ゆみこ）2015年3月号 - 2020年6月号
  - 妖怪ウォッチ シャドウサイド（2018年4月号 - 2019年3月号）
  - 妖怪ウォッチ!（2019年4月号 - 12月号）
- スーパーヒーロー大戦Z（2013年3月号 - 2013年6月号）
- トランスフォーマー/ロストエイジ（関連商品のみ掲載）（2014年4月号 - 2015年1月号）
- キカイダー REBOOT(2014年6月号)
- ゴジラ（ワーナー版）（2014年7月号 - 2014年9月号）
- 爆速救命ダイヤロボ（玩具）（2014年8月号、2015年1月号）
- ミュータント・タートルズ (2014年5月号、7月号)
- テンカイナイト (2014年5月号 - 2015年4月号)
- 野生の王者ワイルドキング（玩具） (2014年7月号 -)
- ドラゴンボール改（集英社の少年誌『Vジャンプ』『最強ジャンプ』から参加) (2014年9月号 - 2015年5月号)
- 大乱闘スマッシュブラザーズ for Nintendo 3DS / Wii U
- ガンダム Gのレコンギスタ (2014年11月号)
- ガンダムビルドファイターズトライ　(2014年11月号 - 2015年4月号)
- トランスフォーマー アドベンチャー（関連玩具の情報のみ）（2015年2月号 - 2016年9月号）
- ドラゴンボールZ 復活の「F」  (2015年3月号 - 2015年5月号)
- サムライボーグ（玩具）
- こびとづかん (2015年5月号 -)
- ケンダマクロス・ふなっしー(玩具)(2015年5月号 - 2015年6月号)
- 新甲虫王者ムシキング (2015年7月号 -)
- 新幹線変形ロボ シンカリオン（玩具）2015年4月号 - 2017年11月号
- 新幹線変形ロボ シンカリオン（テレビアニメ第1期）2017年12月号 -
- ドラゴンボール超 (2015年9月号、10月号、2016年1月号)
- サンダーバード ARE GO (2015年9月号 -2016年9月号)
- ポケモントレッタ
- 新幹線変形ロボ シンカリオン コミック版（漫画：河本けもん）(2015年11月号 - 2018年1月号)
- ベイブレードバースト#テレビアニメ(2016年5月号 - 2017年4月号)
- カミワザ・ワンダ  (2016年5月号 - 2017年3月号)
- タイムボカン24 (2016年11月号 - 2017年2月号)
- ローグ・ワン/スター・ウォーズ・ストーリー (2017年1月号)
- ベイブレードバースト ゴッド（玩具の情報のみ掲載）(2017年5月号 - )
- トミカハイパーレスキュー ドライブヘッド機動救急警察 (2017年4月号 - 2018年11月号)
- トランスフォーマー/最後の騎士王 (2017年6月号、8月号 - 2018年1月号)
- タイムボカン逆襲の三悪人(2017年10月号 - 2017年12月号)
- ベイブレードバースト超ゼツ (2018年5月号 - )
- ポチっと発明 ピカちんキット (2018年9月号)
- SSSS.GRIDMAN (2019年3月号)
- バンブルビー (2019年4月号、2019年5月号)
- ベイブレードバーストGT（ガチ）2019年5月号 -
- データカードダス関連
  - 大怪獣バトル ULTRA MONSTERS
    - 大怪獣バトル ULTRA MONSTERS DX
    - 大怪獣バトル ULTRA MONSTERS NEO
    - 大怪獣バトルRR (～2011年4月号)

  - 大怪獣ラッシュ ウルトラフロンティア（2013年9月号 - )
  - 百獣大戦アニマルカイザー
    - 百獣大戦グレートアニマルカイザー（2012年6月号 - ）
    - 百獣大戦グレートアニマルカイザー ゴッド（ - 2014年5月号）
    - 百獣大戦グレートアニマルカイザー ビッガー（2014年6月号 - ）

  - デジモンクロスウォーズ 超デジカ大戦  (2010年10月号 - 2011年5月号)
  - カードでちゃくしん!たまごっち!
  - データカードダス・ダンボール戦機 (2012年5月号)
  - ガンダムトライエイジ (2011年9月号 - 2013年4月号)
  - 仮面ライダーバトル ガンバライド  (- 2013年9月号)
  - スーパー戦隊バトル ダイスオー
    - スーパー戦隊バトル ダイスオーDX
    - スーパー戦隊バトル ダイスオーDX特命
    - スーパー戦隊バトル ダイスオーDXガブリンチョ
    - スーパー戦隊バトル ダイスオーEX
- 東映特撮おあそびアドベンチャーシリーズ-クイズ原案嵩瀬ひろし・漫画須藤ゆみこ
  - 龍騎・ハリケンジャークイズ&パズルバトル
  - アバレンジャー&ファイズクイズ・パズル大作戦
  - デカレンジャー・ブレイドクイズ・パズルバトル
  - マジレンジャー&ヒビキクイズ・パズルバトル
  - ボウケンジャー&カブトクイズパズルバトル
  - ゲキレンジャー&電王クイズパズル大作戦
  - ゴーオンジャー&キバ クイズパズルカーニバル
  - シンケンジャー&ディケイド お遊び★アドベンチャー
  - シンケンジャー&ダブル お遊び★アドベンチャー
  - ゴセイジャー&ダブル お遊び★アドベンチャー
  - ゴセイジャー&オーズ お遊び★アドベンチャー
  - ゴーカイジャー&オーズ お遊び★アドベンチャー　(2011年3月号 - 2011年9月号)
  - ゴーカイジャー&フォーゼ お遊び★アドベンチャー (2011年10月号 - 2012年3月号)
  - ゴーバスターズ&フォーゼ お遊び★アドベンチャー (2012年4月号 - 2012年9月号)
  - ウィザード&ゴーバスターズ お遊び★アドベンチャー  (2012年10月号 - 2013年2月号)
  - キョウリュウジャー&ウィザード お遊び★アドベンチャー (2013年3月号 - 2013年10月号)
  - 鎧武&キョウリュウジャー お遊び★アドベンチャー (2013年11月号 - 2014年3月号)
  - トッキュウジャー&鎧武 おあそび★らくがきアドベンチャー (2014年4月号　- 2014年10月号)
  - ドライブ&トッキュウジャー おあそび★アドベンチャー (2014年11月号 - 2015年2月号)
  - ニンニンジャー&ドライブ おあそび★アドベンチャー (2015年3月号 - 2015年10月号)
  - ゴースト&ニンニンジャー おあそび★アドベンチャー (2015年11月号 - 2016年2月号)
  - ジュウオウジャー&ゴースト おあそび★アドベンチャー (2016年3月号 - 2016年10月号)
- ゲキレツぎゃぐ ガン!ガン!ガンバライド!!ダイナミック太朗 (- 2013年10月号）
- はなさけ!はなかっぱ-原作：あきやまただし、漫画：出水ぽすか　(2011年2月号 - 2013年8月号)
- おっす！グレートアニマルカイザーゴッド - 監修：バンダイナムコゲームス、漫画：出水ぽすか　(2013年9月号 - 2014年5月号)
- おっす！グレートアニマルカイザービッガー - 監修：バンダイナムコゲームス、漫画：出水ぽすか　(2014年6月号 - )
- コロコロイチバン!漫画劇場!!▲（読みきり掲載）
  - 爆丸（原作：セガトイズ　漫画：難波孝　2011年4月号）
  - 仮面ライダーバトル ガンバライド雷太（犬木栄治 (2011年5月号、2012年5月号）
  - オレだよ!ワリオだよ!!（沢田ユキオ2011年6月号）
  - ダルくんNO.1!（大崎亮平 2011年7月号）
  - おはスタ少年（ピョコタン 2011年8月号）
  - 回転むてん丸（協力：くら寿司　漫画：川上ゆーき 2011年8月号）
  - つるピカハゲ丸（のむらしんぼ 2011年8月号）
  - オニごっこの鬼（ピョコタン 2011年8月号）
  - オレさまゲーマー!ラップくん!（立川史 2011年9月号）
  - わざぼー最終章 わざぐぅ!（曽山一寿 2011年10月号）
  - 仮面ライダーバトル外伝 新ガンバライド雷太（犬木栄治 2011年12月号）
  - クロスファイト ビーダマン（原作：タカラトミー、ディーライツ 漫画：溝渕誠 2012年2月号、2013年2月号）
  - イナズマイレブンGO（原作：レベルファイブ 漫画：こしたてつひろ 2012年3月号、2012年7月号）
  - 名探偵コナン 特別編（原作：青山剛昌 漫画：太田勝&窪田一裕 2012年6月号、2013年5月号）
  - 星のカービィ パクッと大爆ショー!!（川上ゆーき 2012年9月号、11月号）
  - 百獣大戦グレートアニマルカイザー（原作：バンダイナムコゲームス、漫画：杉谷和彦 2012年10月号）
  - 仮面ライダーウィザード いきなりショータイム!（原作：石森章太郎プロ、漫画：ダイナミック太郎 2012年12月号）
  - イナズマイレブンGO2 クロノストーン（原作：レベルファイブ 漫画：こしたてつひろ 2013年1月号）
  - ポケモン4コマギャグ図鑑×イナズマイレブンGO24コマギャグ（漫画：山下たかひろ（ポケモン）、百丸（イナズマイレブン）2013年3月号）
  - スーパーマリオくん劇場 ルイージマンション2（沢田ユキオ 2013年6月号）
  - ポケモントレッタ（てしろぎたかし 2013年7月号）
  - とびだせどうぶつの森（監修：任天堂、漫画：大崎亮平2013年8月号、9月号、11月号、12月号）
  - 7色ヒーロー大戦しーるマン（監修:エンスカイ、漫画：いわっち　2013年10月号）
- てれびくん 夏のまんがまつり！ 2015年9月号（読みきり掲載）
  - ちょーぜつ!アカニンジャーくん!!（漫画：小ガエル　2015年9月号、10月号）
  - ぶっとびヒーロー ウルトラマンXくん（漫画：穴久保幸作）
  - ヒャッハーだよ♪ふなっしー（漫画：まえだくん）
- ご当地ヒーロー大作戦 2012年4月号 - 2016年2月号
  - 東北合神ミライガー（2012年4月号）
  - 薩摩剣士隼人（2012年5月号）
  - 甲州戦記サクライザー（2012年6月号）
  - 浪速伝説トライオー（2012年7月号）
  - 超耕21ガッター（2012年8月号）
  - 鳳神ヤツルギ（2012年9月号）
  - サーモンファイタールイベ（2012年10月号）
  - フクロウ戦士トシマッハ（2012年11月号）
  - 渦戦士エディー（2012年12月号）
  - 鉄神ガンライザー（2013年1月号）
  - 茶神ハチジュウハチヤー（2013年2月号）
  - 横浜見聞伝スター☆ジャン（2013年3月号）
  - ダルライザー（2013年4月号）
  - FUJIYAMA ICHIBAN（2013年5月号）
  - 石匠庵神レムジア（2013年6月号）
  - 清流光神ハクジャオー（2013年7月号）
  - 総集編（2013年8月号）
  - 白兎跳神イナバスター（2013年9月号）
  - 醍醐五大伝法士ゴダイリキ（2013年10月号）
  - 舞神双嵐龍（2013年11月号）
  - YAMATO超人ナライガー（2013年12月号）
  - 博神バリスガー（2014年1月号）
  - 超神ネイガー（2014年2月号）
  - 精霊法士トチノキッド（2014年3月号）
  - グランパワーヒノクニ（2014年4月号）
  - 黄金鯱伝説グランスピアー（2014年5月号）
  - YOZAN戦士アズマンジャー（2014年6月号）
  - 天尊降臨ヒムカイザー（2014年7月号）
  - 風天狗リューマイン（2014年8月号）
  - 甲賀戦士忍ジャガー（2014年9月号）
  - 司馬天聖龍マックス（2014年10月号）
  - 安芸戦士メープルカイザー（2014年11月号）
  - 六文戦士ウェイダー（2014年12月号）
  - マツバライザーK（2015年1月号）
  - 海鮮野郎ホッキーガイ（2015年2月号）
  - 食育戦士スギヨ仮面（2015年3月号）
  - 鬼神戦士ジャケンジャーX（2015年4月号）
  - 播州戦士ソウルダー（2015年5月号）
  - パワーシティオーイタ（2015年6月号）
  - 時空機動隊カイセー（2015年7月号）
  - ローソン・アサヒ飲料コラボキャンペーン（2015年8月号）
  - 武蔵忍法伝 忍者烈風(2015年9月号)
  - 神話舞隊カミアリージャー（2015年10月号）
  - ハルサーエイカー（2015年11月号）
  - 映画 日本ローカルヒーロー大決戦（2015年12月号）
  - ハイブリッド戦士クールマイザー、はっぴーすマン、滑走戦隊ホッケーレンジャー、観光戦隊イセシマン、マツヤマン、超時空忍者チャチャマル（2016年1月号）
  - 最終回・総集編II（2016年2月号）
- てれびくんヒーロー塾（教養コーナー）
- 熱血イチバン!くんのコロコロイチバン!最新号ニュース - 難波孝
- ポケモン ププッと!ギャグ図鑑 - 山下たかひろ
- ポケモンガオーレ

### 2020年代掲載
- 劇場版 ウルトラマンタイガ ニュージェネクライマックス 2020年2月号 -
- 魔進戦隊キラメイジャー
- トミカ絆合体 アースグランナー
- ウルトラマンZ 2020年5月号 -
- 仮面ライダーセイバー2020年9月号 -
- 戦え！セブンガー - 原作：円谷プロダクション、脚本：田口清隆、漫画：川石テツヤ　2021年4月号 - 2022年4月号
- 機界戦隊ゼンカイジャー 2021年2月号 - 2022年2月号
- マジカパーティ 2021年4月号 -
- 仮面ライダーリバイス 2021年9月号 -
- ウルトラマントリガー
- 暴太郎戦隊ドンブラザーズ 2022年3月号 -
- ウルトラマンデッカー

### 掲載開始年不明作品
- オリガミウォーズ
- 龍虎巨人ゴーカイザー
- ロボダッチ
- チョロ獣くん
- 武装恐竜ダイノス
- 装甲巨神Zナイト
- ダンガンレーサー
- 宇宙大作戦チョコベーダー-山下たかひろ……食玩とのタイアップ。
- おれカネゴン-田村信
- 銀河の女王スーパーレディー-原作上原正三・作画秋元シゲル
- CMとうちゃん-おだ辰夫
- それゆけ！ターザン-ヨシダ忠
- タイムトラック-細井雄二
- てれびくん-石森章太郎
- パトゴン-むさしのあつし

## 関連書籍
- 別冊てれびくん
- てれびくん特別編集
- てれびくんデラックス（超全集シリーズは特撮、超全書シリーズはアニメ）
  - 超全集シリーズ（以前は大全集シリーズ）
  - 超全書シリーズ
- ヒーロー超ひゃっか（てれびくん編集）
- 小学館のテレビ絵本（てれびくん編集部が関わっている場合のみ）
- てれコロコミック - コロコロコミック編集部共同